# Ministro ad interim
È detto Ministro ad interim il ministro del governo della Repubblica Italiana che viene preposto solo temporaneamente alla direzione di un dicastero, quando il precedente Ministro si sia dimesso o non possa più proseguire la propria attività a causa di dimissioni, impedimento permanente o morte. In tal caso, in luogo di procedere alla formazione di un nuovo governo, e nell'attesa di un rimpasto il Presidente della Repubblica, su proposta del Consiglio dei Ministri, può affidare temporaneamente la direzione di un Dicastero ad un altro ministro o allo stesso Presidente del Consiglio.